# RSI (투자지표)

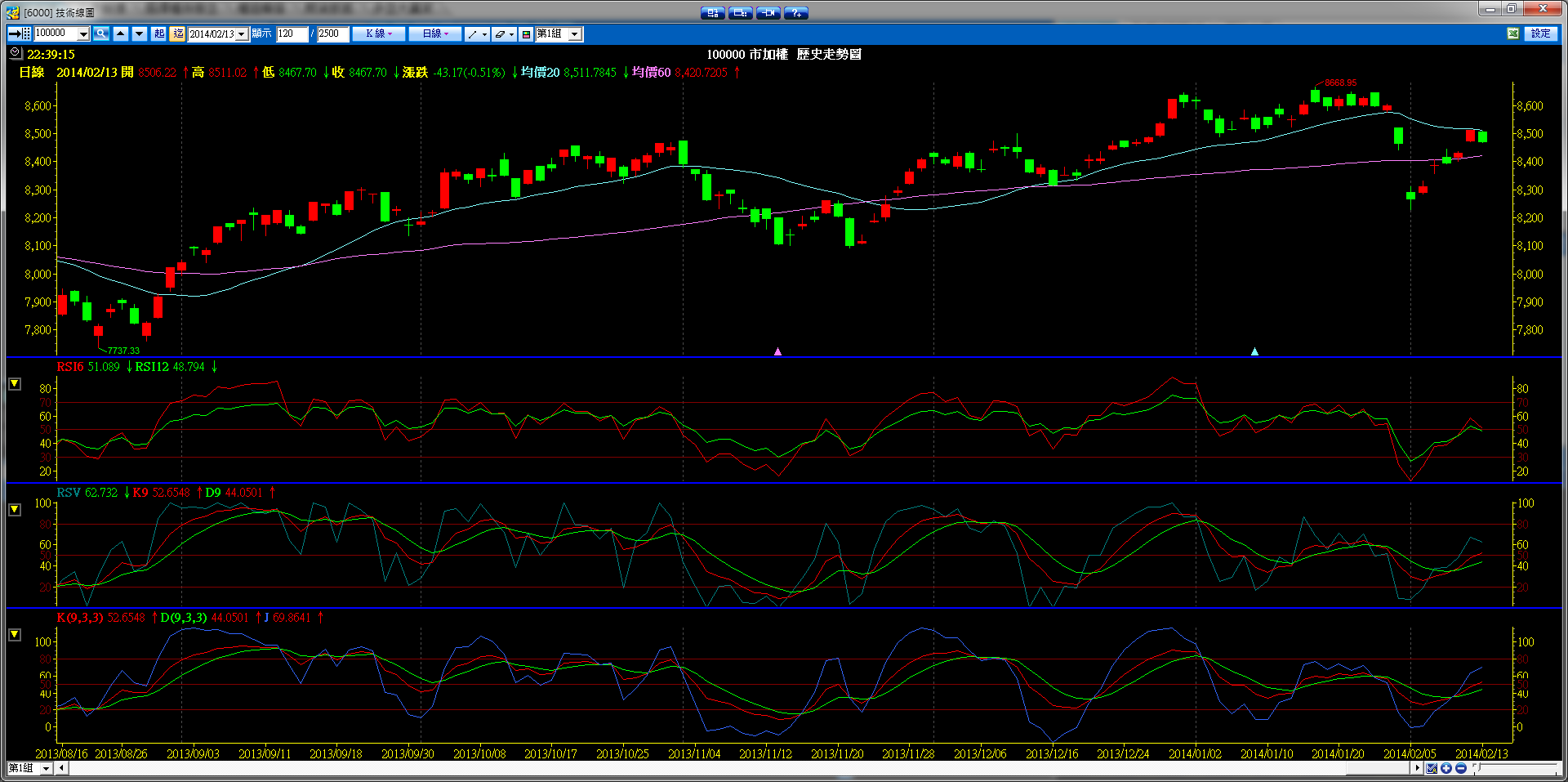
증권 거래 소프트웨어에서 RSI를 보조지표로 사용하고 있는 모습

상대강도지수(相對强度指數, 영어: relative strength index, RSI)는 주식, 선물, 옵션 등의 기술적 분석에 사용되는 보조 지표이다. RSI는 가격의 상승압력과 하락압력 간의 상대적인 강도를 나타낸다. 1978년 미국의 월레스 와일더(J. Welles Wilder Jr.)가 개발했다.

## 개념
RSI는 일정 기간 동안 주가가 전일 가격에 비해 상승한 변화량과 하락한 변화량의 평균값을 구하여, 상승한 변화량이 크면 과매수로, 하락한 변화량이 크면 과매도로 판단하는 방식이다.
계산 방법은 다음과 같다. 주어진 기간의 모든 날의 주가에 대해서
1. 가격이 전일 가격보다 상승한 날의 상승분은 U(up) 값이라고 하고,
2. 가격이 전일 가격보다 하락한 날의 하락분은 D(down) 값이라고 한다.
3. U값과 D값의 평균값을 구하여 그것을 각각 AU(average ups)와 AD(average downs)라 한다.
4. AU를 AD값으로 나눈 것을 RS(relative strength) 값이라고 한다. RS 값이 크다는 것은 일정 기간 하락한 폭보다 상승한 폭이 크다는 것을 의미한다.
5. 다음 계산에 의하여 RSI 값을 구한다.

RSI 계산 공식 :
RSI = RS / (1 + RS)
또는, 다음과 같이 구해도 결과는 동일하다.
RSI = AU / (AU + AD)
대체로 이 값은 백분율로 나타낸다.
이 지표의 파라메터로는 기간을 며칠 동안으로 할 것인가가 있다. Welles Wilder는 14일을 사용할 것을 권유했다. 대체로 사용되는 값은 9일, 14~15일, 25~28일 등이다.
RSI 그래프는 이동평균선을 함께 나타내는 것이 보통이며, 이동평균선을 며칠선으로 할 것인가 역시 파라메터로 주어진다. RSI를 15일에 대하여 구하고 5일 이동평균선을 함께 표시하는 경우 그래프에 (15, 5)라고 표시해주는 것이 일반적이다.
유사한 지표로는 스토캐스틱이 있다. RSI 그래프의 형태는 fast stochastic과 비슷하게 나온다.

## 사용 방법
Welles Wilder는 70% 이상을 초과매수 국면으로, 30% 이하를 초과매도 국면으로 규정했다. 따라서 RSI가 70%를 넘어서면 매도 포지션을, 30% 밑으로 떨어지면 매수 포지션을 취하는 방식이 있다. 다만 이 경우 대부분의 오실레이터 형 지표가 그렇듯 초과매수, 초과매도 국면에서 오래 머물며 추세가 연장되는 경우가 많아 이러한 전략만으로는 이익을 내기 힘들다는 맹점이 있다. 따라서 이 기법을 보완하기 위한 전략으로 RSI가 70%를 넘어선 후 머물러 있다가 다시 70%를 깨고 내려오면 매도를, RSI가 30% 밑으로 내려가 머물러 있다가 다시 30% 이상으로 올라오면 매수하는 방식으로 보완할 수 있다.
또 다른 전략으로는, RSI가 50%를 상향 돌파하면 매수, RSI가 50%를 하향 돌파하면 매도하는 식의 방법으로 매매할 수 있다.
주가는 상승하고 있지만 RSI는 하강하는 식으로, RSI가 가격 변동과 역행하고 있는 상태에서 주가가 천정에 다다랐을 때는 추세가 꺾이기 쉽다. 주가 하락시 RSI가 상승하는 반대의 경우는 추세가 반등하기 쉽다.
RSI는 상승추세나 하락추세시 과매수와 과매도 신호를 모두 사용하는 것보다는 한가지 신호만 고려하는 것이 좋다. 즉, 상승추세에서는 과매수권 진입이 자주 나타나므로 과매도권 진입시만 매수시점으로 활용하고, 하락추세에서는 과매도권 진입이 자주 나타나므로 과매수권 진입시만 매도시점으로 활용하는 식이다.

## 다이버전스
RSI의 응용에서는 Failure Swing이라는 것을 이용하는 기법이 자주 사용된다. 여기에는 두가지 종류가 있는데 Top Failure Swing은 RSI가 70% 이상에서 고점을 형성한 뒤 고점을 돌파하지 못하고 하락하는 것이다. 직전 고점 형성 이후의 최저점을 하향 돌파하는 시점에서 매매를 행한다. Bottom Failure Swing은 RSI가 30% 이하에서 저점을 형성한 뒤 이 저점보다 더 떨어지지 않고 상승반전되는 것을 의미한다. 매매시점은 직전 저점 형성 이후의 최고점을 상향돌파하는 시점에서 행한다.
RSI 지표와 함께 언급되는 용어로 다이버전스(divergence)가 있다. 다이버전스란 가격은 상승하여 신고가를 갱신하였지만 RSI 지표는 전 고점을 갱신하지 못하는 현상으로, 이는 추세가 약화됨을 의미한다. 다이버전스는 RSI 이외에도 오실레이터 계열의 투자지표에서는 항상 존재하는 개념이다. 다른 지표에 비해서 RSI의 divergence는 속임수가 적기 때문에, 강력한 매매신호로 받아들여진다. 특히 파라메터를 장기간으로 준 RSI는 다이버전스 판단에 유용하다.
다이버전스는 바닥과 천정을 찾아내는데 매우 유용하다. 다이버전스를 이용한 매매에 있어서 가장 중요한 것은 다이버전스를 미리 예측해서는 안되고 반드시 다이버전스를 확인한 후 매매해야 한다는 점이다. 다이버전스는 항상 Failure Swing을 동반하게 된다.

## 유의점
RSI는 천장과 바닥을 찾기 쉽다는 장점이 있는 반면, 천정과 바닥이 제대로 형성되지 않는 시장에서는 유용하지 못하다. 가격이 소폭의 등락만을 거듭하며 횡보하는 상황에서는 RSI는 50%를 중심으로 소폭의 등락만을 거듭하게 되므로 투자 지표로 활용하기가 곤란해진다.
RSI가 70% 이상으로 높아지면 과매수권으로 분류하는 것은, 많이 올랐으면 차익 실현 매물이 나올것임을 가정하는 것인데, 실제 상황이 이와 같이 떨어지지 않는 경우도 많다. 호재에 의해 강한 상승을 하는 상황이라면 RSI 값이 70% 이상이어도 계속 상승하는 경우도 많은 것이다. 따라서 이 지표는 독립적으로 사용하기보다는 보조적인 판단 근거로 사용하곤 한다. 예를 들면, 오른다는 확신이 든 주식을 보유하고 있다가, RSI 값이 70% 이상으로 진입할 경우 과매수 상태에서 단기 하락이 올 수 있음을 예상하고 분할 매도로 대응하는 것이다.

## 스토캐스틱
RSI는 개념과 계산 방식이 스토캐스틱과 크게 다르지 않다. 따라서 위에 기술한 RSI의 사용 방법을 스토캐스틱에 적용하여 매매전략으로 사용하는 경우도 많이 있다.

## 같이 보기
- 기술적 분석
- 평균이동선
- 스토캐스틱